# Félix Tilly
Pour les articles homonymes, voir Tilly.
Ne doit pas être confondu avec François Tilly, autre Compagnon de la Libération
Félix Tilly, né le 1er août 1904 à Guerlesquin et mort le 11 juillet 1963 à Saintes, est un militaire et résistant français, Compagnon de la Libération. 

## Biographie

### Jeunesse et engagement
Fils d'un maître-carrier et d'une couturière, Félix Tilly naît le 1er août 1904 à Guerlesquin, dans le Finistère. Le 27 juin 1923, il signe un engagement de deux ans dans l'armée et est envoyé en Algérie où il est incorporé au 2e régiment de chasseurs d'Afrique le 9 juillet suivant. Promu brigadier le 16 juin 1924 puis maréchal des logis le 19 février 1925, il termine son contrat le 27 juin suivant et revient en Bretagne où il devient entrepreneur de travaux publics,. 

### Seconde Guerre mondiale
Promu maréchal des logis-chef dans la réserve en décembre 1934, c'est à ce grade qu'il est rappelé sous les drapeaux lors de la mobilisation de septembre 1939,. Affecté à l'hôpital vétérinaire du corps expéditionnaire du Levant, il embarque à Marseille en octobre 1939 en direction de la Syrie,. Pendant son séjour au Proche-Orient, il apprend le décès de sa femme et de leurs deux enfants restés en France, victimes d'un accident domestique. De retour en France en octobre 1940, il est démobilisé le 10 décembre suivant et se réinstalle dans son village natal.
En désaccord avec l'armistice du 22 juin 1940, il décide de quitter la France et passe par l'Espagne où il est brièvement emprisonné avant de pouvoir rejoindre l'Algérie en avril 1941. En rapport avec divers mouvements de résistance en Algérie, il rencontre Alfred Pillafort lorsque celui-ci arrive dans le pays en 1942. À la demande de ce dernier, Félix Tilly recrute et organise un groupe de bretons exilés. Le 7 novembre 1942, les résistants sont prévenus du débarquement des alliés qui aura lieu le lendemain sur les côtes d'Afrique du Nord. Dans la nuit, Félix Tilly rassemble son groupe avec lequel il investi le bâtiment du gouvernement général d'Alger. Faisant 35 prisonniers, il s'empare ensuite de l'immeuble de Radio-Alger, pouvant ainsi diffuser des messages et informations facilitant le débarquement allié,. Engagé comme aspirant dans les corps francs d'Afrique en décembre 1942, il prend part à partir de janvier 1943 à la campagne de Tunisie au cours de laquelle il effectue un grand nombre de reconnaissances derrière les lignes ennemies en collaboration avec un commando britannique. Le 26 février 1943, lors d'une contre-attaque contre des troupes allemandes, il est grièvement blessé par balle mais poursuit néanmoins le combat,. Touché à nouveau quelques heures plus tard par des éclats d'obus, il n'accepte d'être évacué qu'après s'être assuré de la conquête de la position ennemie et après avoir lui-même fait le compte des 70 prisonniers faits ce jour-là,.
Après quelques mois de convalescence, et alors que les corps francs d'Afrique ont été entretemps dissous, Félix Tilly intègre l'armée française de la Libération au sein de laquelle il est nommé commandant du 6e escadron de la garde personnelle du général de Gaulle. Toujours dans l'entourage du général, il passe au cabniet militaire de celui-ci en décembre 1944 et y reste jusqu'en octobre 1945, date de sa démobilisation avec le grade de lieutenant.

### Après-Guerre
Installé à La Rochelle, il reprend une entreprise de travaux publics tout en participant aux activités des associations locales d'anciens résistants. Il vit ensuite à Saintes où il gère un bureau de tabac-journaux et exerce parallèlement comme expert judiciaire auprès de la cour d'appel de Poitiers.
Félix Tilly meurt le 11 juillet 1963 à Saintes où il est inhumé au cimetière Saint-Pallais,.

## Décorations
|  |  |  |
|  |  |  |
|  |  |  |
|  |  |  |
|  |  |  |

| Officier de l'Ordre de la Légion d'Honneur                    | Officier de l'Ordre de la Légion d'Honneur                    | Officier de l'Ordre de la Légion d'Honneur                    | Compagnon de la Libération Par décret du 27 décembre 1945            | Compagnon de la Libération Par décret du 27 décembre 1945            | Compagnon de la Libération Par décret du 27 décembre 1945            | Médaille militaire                                      | Médaille militaire                                      | Médaille militaire                                      |
| Croix de guerre 1939-1945                                     | Croix de guerre 1939-1945                                     | Croix de guerre 1939-1945                                     | Médaille des blessés de guerre                                       | Médaille des blessés de guerre                                       | Médaille des blessés de guerre                                       | Médaille des évadés                                     | Médaille des évadés                                     | Médaille des évadés                                     |
| Croix du combattant volontaire Avec agrafe "Guerre 1939-1945" | Croix du combattant volontaire Avec agrafe "Guerre 1939-1945" | Croix du combattant volontaire Avec agrafe "Guerre 1939-1945" | Croix du combattant volontaire de la Résistance                      | Croix du combattant volontaire de la Résistance                      | Croix du combattant volontaire de la Résistance                      | Officier du Mérite combattant                           | Officier du Mérite combattant                           | Officier du Mérite combattant                           |
| Médaille coloniale Avec agrafe "Tunisie"                      | Médaille coloniale Avec agrafe "Tunisie"                      | Médaille coloniale Avec agrafe "Tunisie"                      | Médaille commémorative des services volontaires dans la France libre | Médaille commémorative des services volontaires dans la France libre | Médaille commémorative des services volontaires dans la France libre | Médaille commémorative française de la guerre 1939-1945 | Médaille commémorative française de la guerre 1939-1945 | Médaille commémorative française de la guerre 1939-1945 |
| Officier du Nichan Iftikhar (Tunisie)                         |                                                               |                                                               |                                                                      |                                                                      |                                                                      |                                                         |                                                         |                                                         |